# 슬리피
슬리피(Sleepy, 본명: 김성원, 1984년 2월 21일~)는 대한민국의 래퍼이며, 디액션 (D.Action)과 같은 언터쳐블의 멤버이다.

## 학력
- 부천대학교 광고디자인학과

## 음반

### 언터쳐블
- 2008년 10월 10일 - It`s Okay
- 2009년 1월 8일 - Tell Me Way
- 2009년 6월 9일 - Oh
- 2009년 12월 11일 - 메리 크리스마스
- 2010년 2월 4일 - 가슴에 살아
- 2010년 6월 15일 - 회전목마
- 2010년 11월 18일 - Jiggy Get Down
- 2010년 12월 2일 - 닌리 브루스
- 2010년 12월 30일 - 단 사람만
- 2011년 5월 4일 - YOU YOU
- 2013년 7월 12일 - CALL ME
- 2013년 11월 11일 - 배인
- 2014년 6월 24일 - TAKE OUT
- 2014년 11월 7일 - 길이 보여
- 2014년 12월 3일 - Clockwork
- 2015년 1월 16일 - Cigarette & Liquor
- 2015년 2월 24일 - Mask On
- 2015년 3월 18일 - 크레파스

### 솔로
- 2015년 6월 16일 - 쿨밤
- 2015년 10월 20일 - F/W
- 2016년 4월 12일 - BODY LOTION
- 2016년 8월 17일 - 내가 뭘 잘못했는데
- 2016년 12월 9일 - Oh Yeah
- 2017년 4월 7일 - BEAUTIFUL LIFE
- 2017년 9월 10일 - 맘대로
- 2017년 11월 18일 - 플라시보
- 2018년 3월 2일 - IDENTITY
- 2018년 8월 24일 - 잠겨 (스케리피, Rheehab과의 합작 싱글)
- 2018년 12월 8일 - 핵인싸

## 방송
- 2015년 SBS MTV 《MASH UP!》
- 2015년 MBC 《진짜사나이》
- 2016년 MBC 《나 혼자 산다》
- 2016년 MBC 《미스터리 음악쇼 복면가왕》 - 쿵푸하는 팬더
- 2016년 MBC 《우리 결혼했어요》
- 2017년 SBS 《정글의 법칙》
- 2017년 MBC 《듀엣가요제》 43회 ~ 44회
- 2017년 SBS funE 《더쇼 팬 PD》
- 2017년 KBS2 《가족의 발견》
- 2017년 MBC 《세모방 : 세상의 모든 방송》
- 2017년 Mnet 《쇼미더머니 6》 - 참가자
- 2018년 XtvN 《오늘도 스웩》 - 출연중
- 2018년 MBC 《황금어장 라디오스타》 - 게스트
- 2018년 SBS 파워FM 《두시탈출 컬투쇼》- 고정 게스트
- 2018년 SBS 파워FM 《영스트리트》스페셜 DJ (2018년 11월 6일), (2018년 11월 12일 ~ 13일), (2018년 11월 15일 ~ 18일)
- 2019년 TV조선 《임정둥이의 기억》
- 2019년 MBC 《황금어장 라디오스타》 - 게스트
- 2020년 KBS1 《TV는 사랑을 싣고》 - 게스트
- 2020년 JTBC 《아는형님》 - 취업상담실 게스트
- 2020년 MBN 《보이스트롯》- 참가자
- 2020년 NQQ 《위플레이 시즌2》- 게스트
- 2021년 TV조선 《뽕숭아학당》- 게스트
- 2021년 ~ 2022년 TV조선 《부캐전성시대》 - 고정 출연 (무소유 맛간디)
- 2022년: MBC 《구해줘! 홈즈》
- 2022년 Mnet 《쇼미더머니 11》 - 참가자
- 2022년 TV조선 《미스터트롯2》 - 참가자
- 2023년 SBS 《순간포착 세상에 이런일이》- 스페셜 MC (2023년 7월29일)
- 《소년탐정 김지웅》 (2023) - 게스트
- 2023년 KBS2 《1박2일 시즌4》-게스트
- 2024년 《1박2일 시즌4》(KBS2)

## 수상 및 후보
| 연도 | 시상식           | 부문                        | 작품            | 결과 |
| ---- | ---------------- | --------------------------- | --------------- | ---- |
| 2015 | MBC 방송연예대상 | 버라이어티 부문 남자 신인상 | 진짜 사나이     | 수상 |
| 2017 | MBC 방송연예대상 | 쇼 시트콤 부문 남자 신인상  | 섹션TV 연예통신 | 후보 |